# Dendrobium crepidatum
Dendrobium crepidatum är en orkidéart som beskrevs av John Lindley och Joseph Paxton. Dendrobium crepidatum ingår i släktet Dendrobium, och familjen orkidéer. Inga underarter finns listade i Catalogue of Life.

## Bildgalleri

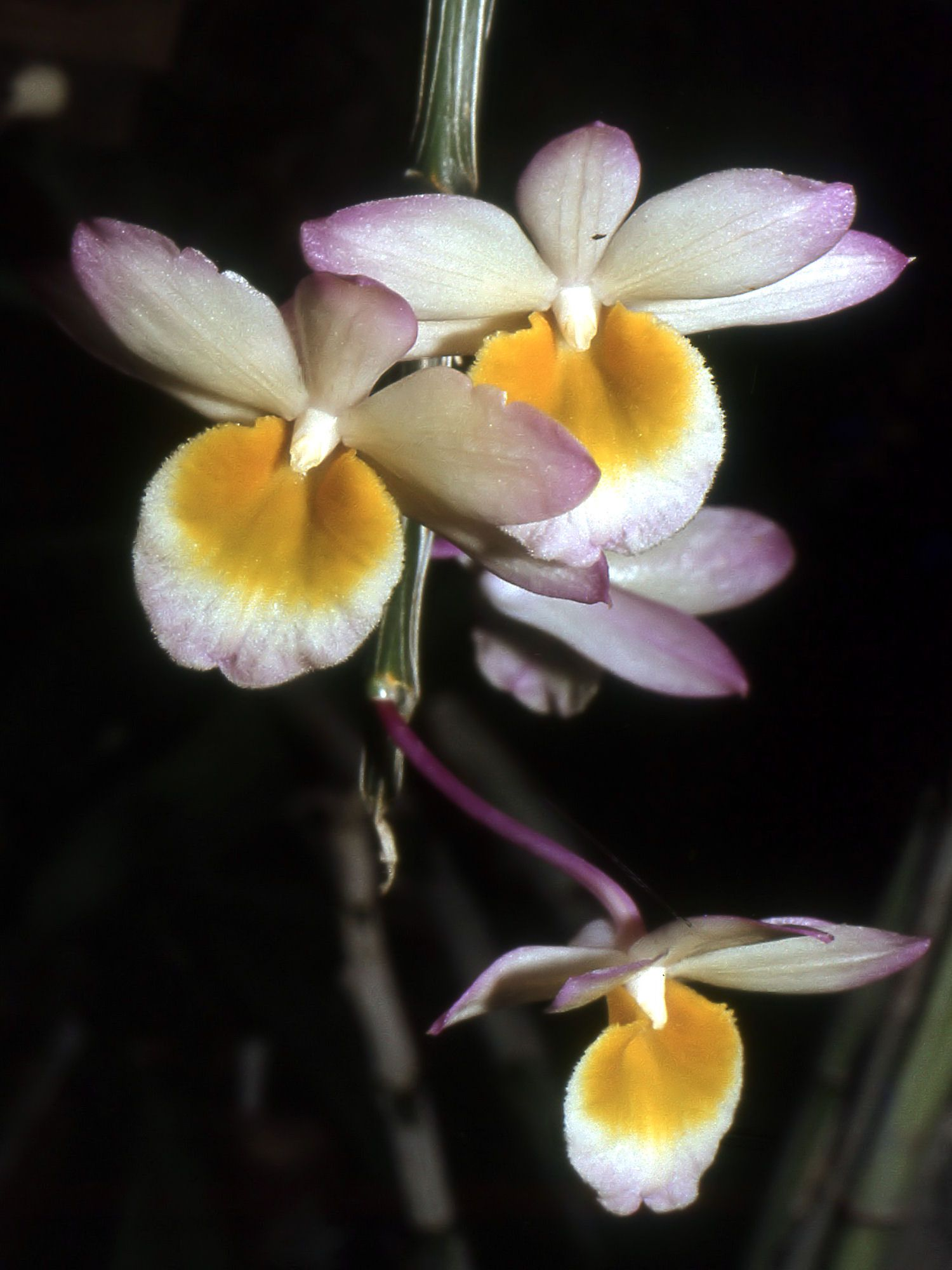
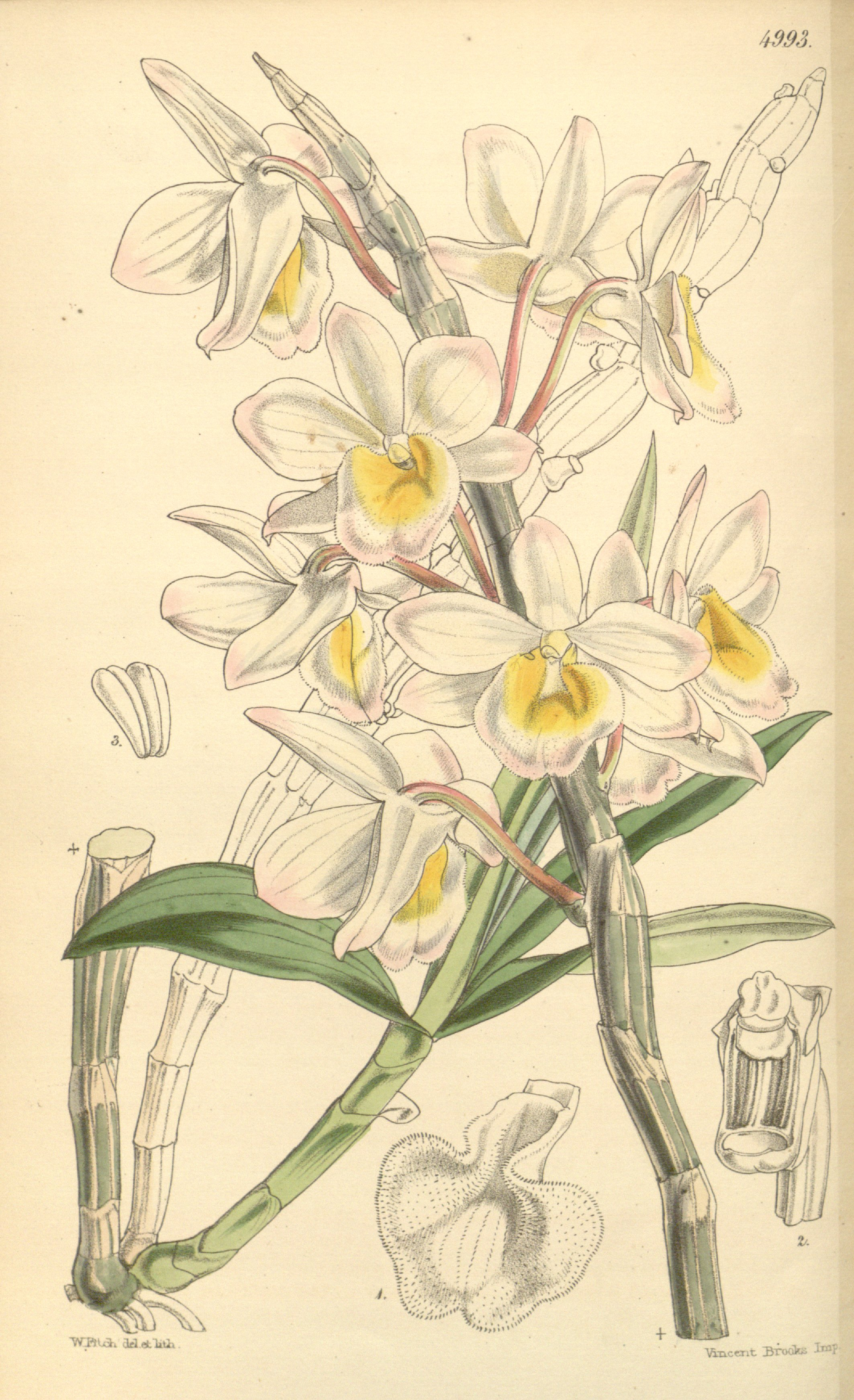
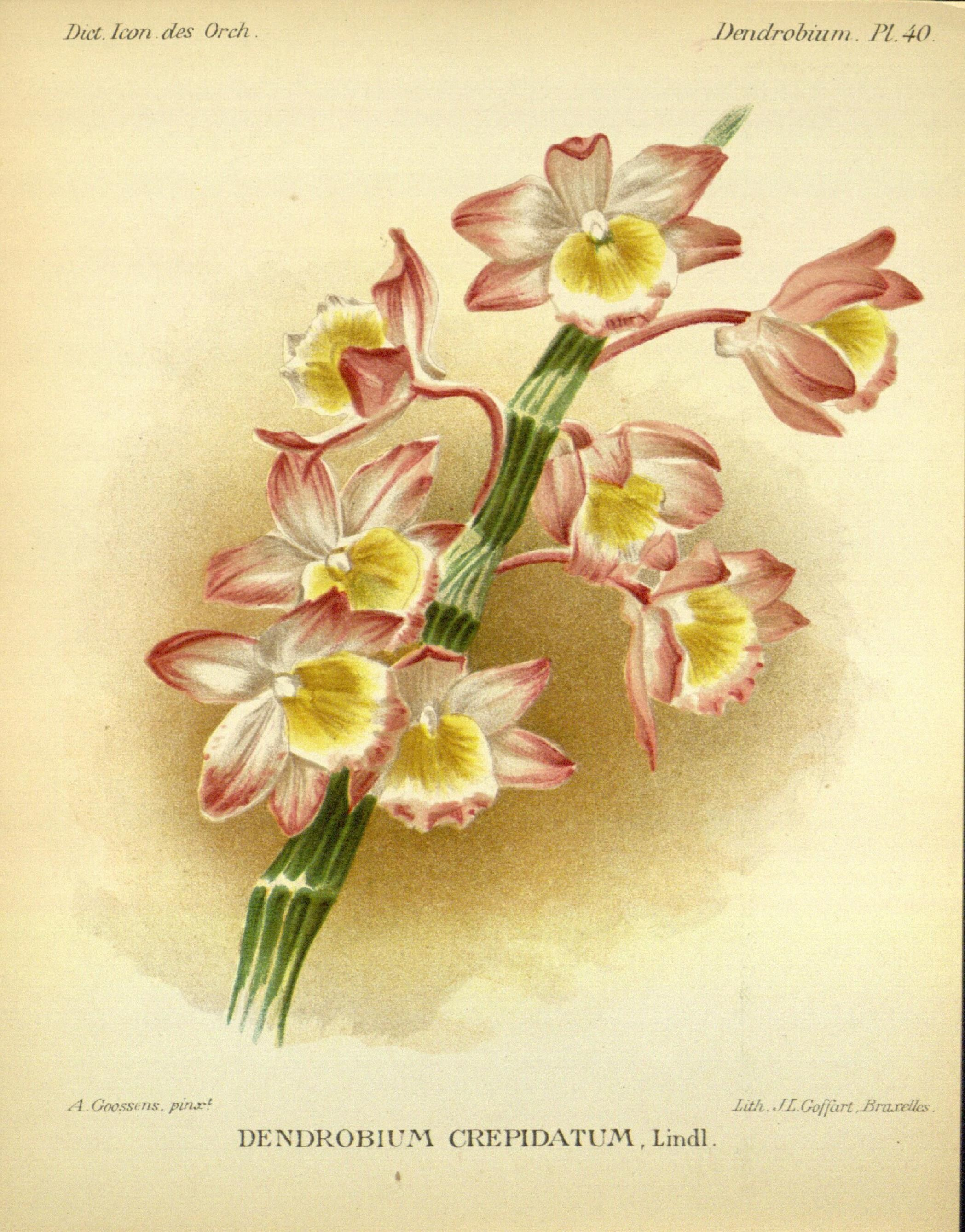